# Tripleplay
En béisbol, un tripleplay es un evento que se da en extremadamente raras ocasiones y que consiste en realizar tres outs en una misma jugada.
Hay muchas maneras de ejecutar un tripleplay. La mayoría de las veces se realizan con corredores ubicados en primera y segunda. Típicamente, lo que ocurre es un batazo en dirección al campocorto o tercera base que es controlado por alguno de estos dos jugadores, forzando out al corredor en ruta hacia la tercera base; la bola es rápidamente lanzada al segunda base para forzar allí al jugador que viene arribando desde la primera base y finalmente, lanzada hacia esta última para colocar out al bateador. Otra secuencia común (en la medida en que este tipo de jugadas puedan llamarse comunes) es una línea al campocorto o a segunda base que sea capturada sin que los corredores se den cuenta o después de que hayan recorrido una gran distancia (como en el caso de jugadas de bateo y corrido); los corredores son puestos out bien sea de manera forzada o por no pisar la almohadilla.
Los tripleplays son eventos relativamente poco ocurrentes puesto que se requieren al menos dos corredores en base, sin outs y un batazo de tal naturaleza que permita su control por parte de la defensiva rival para que sean tres corredores (incluyendo generalmente al bateador) los que tengan oportunidad de ser puestos out o bien debido a una inusual lentitud de los jugadores ofensivos al correr, tal que permita a la defensiva reaccionar rápidamente.

## Tripleplay sin asistencia
El tripleplay sin asistencia (aquel en el que solo un jugador defensivo se encarga de controlar la pelota) es el tipo menos común de tripleplay y es posiblemente el evento de más rara ocurrencia en el béisbol, aunque para un buen jugador no se trata de una maniobra extraordinariamente difícil de realizar; su rareza se debe más bien a la dependencia de circunstancias específicas que deben plantearse en un juego.
El 12 de mayo de 2008, en el segundo juego de una doble jornada, el venezolano Asdrúbal Cabrera, de los Cleveland Indians, ejecutó un triple play sin asistencia contra los Toronto Blue Jays. Con Lyle Overbay al bate, Kevin Mench en segunda y Marco Scutaro en primera, los Blue Jays intentaron una jugada de bateo y corrido. Overbay envió un batazo directamente en dirección a Cabrera, quien luego de una espectacular atrapada -primer out-, pisó la almohadilla de la segunda base, dejando out a Mench para seguidamente a tocar con la bola a Scutaro, quien ya iba embalado corriendo hacia la segunda base. De acuerdo con las estadísticas de la Major League Baseball, esta fue tan solo la decimocuarta ocasión en la que un jugador realiza un triple play sin asistencia en toda la historia de la MLB. Los Blue Jays, sin embargo, ganaron el juego en 10 innings.
David Concepción, por otra parte, es el autor del primer y hasta ahora único tripleplay efectuado sin asistencia por jugador alguno en la historia de la Liga Venezolana de Béisbol Profesional, el 14 de diciembre de 1987 en un juego entre su equipo, Tigres de Aragua, contra Cardenales de Lara, celebrado en el estadio Antonio Herrera Gutiérrez de Barquisimeto.